# 난바타촌
난바타촌(南畑村)은 사이타마현 이루마군에 설치되었던 촌이다. 현재의 후지미시에 해당한다.